# Marilyn Vance
Marilyn Vance, född Kaye,  är en  amerikansk kläddesigner.
Vance inledde sin kostymdesign-karriär på 1980-talet. Några av hennes mest kända är The Breakfast Club,  Mystery Men, Fira med Ferris, De omutbara, The Rocketeer, och Pretty Woman.

## Kostym Design (urval)
- The Girl Next Door (2004)
- Mystery Men (1999)
- G.I. Jane (1997)
- Sommersby (1993)
- The Last Boy Scout (1991)
- The Rocketeer (1991)
- Predator 2 (1990)
- Die Hard 2 (1990)
- Pretty Woman (1990)
- Die Hard (1988)
- Rovdjuret (1987)
- De omutbara (1986)
- Fira med Ferris (1986)
- Pretty in Pink (1986)
- The Breakfast Club (1985)
- Drömtjejen (1984)
- Födelsedagen (1984)

## Utmärkelser
- 2000, nominerad för en Saturn Award för 'Bäst kostym' av Academy of Science Fiction, Fantasy & Horror Films för Mystery Men[12]
- 1992, vann en Saturn Award för 'Bäst kostym' av Academy of Science Fiction, Fantasy & Horror Films för The Rocketeer[11]
- 1990, nominerad till en BAFTA Film Award av British Academy of Film and Television Arts för 'Bäst kostym' i filmen Pretty Woman[10]
- 1988, nominerad till Academy Award av Academy of Motion Picture Arts and Sciences för 'Bäst kostym' för De omutbara[7]
- 1988, nominerad till BAFTA Film Award av British Academy of Film and Television Arts för 'Bäst kostym'  i filmen De omutbara[9]